# Blue Dragon Ral Ω Grad
Blue Dragon Ral ☊ Grad (BLUE DRAGON ラル☊グラドの碁?, Burū Doragon Raru☊Gurado) è un manga shōnen ispirato al videogioco Blue Dragon. Il manga è stato scritto da Tsuneo Takano e disegnato da Takeshi Obata, disegnatore  di Hikaru no go e Death Note.

## Trama
Questo manga è chiamato "Ral Grad" appunto perché i due protagonisti sono Ral (il ragazzo in copertina nel primo volume) e il suo Blue Monster che esce fuori dalla sua ombra: Grad il Blue Dragon. I protagonisti insieme si alleeranno con vari personaggi che incontreranno nel loro cammino per sconfiggere la regina Opsquria che sta disturbando il mondo degli esseri umani tramite le ombre che provengono dal noir e quindi creare un equilibrio tra i due mondi dividendoli, in modo da garantire la pace.

## Personaggi

### Protagonisti
- Ral (ラル?, Raru): Ral è un ragazzo di 15 anni, vive in una gabbia completamente buia, perché possessore di un'ombra (Grad). L'unica persona con cui ha parlato per questi 15 anni è la sua insegnante Mio (Sensei Mio). Ral viene liberato perché il castello in cui "vive" è stato attaccato dalle ombre di Opsquria, già dal suo primo combattimento dimostra una notevole forza e abilità in battaglia sorprendendo tutti i presenti. Il giorno seguente lascerà il castello, insieme a Mio e Aia, per andare a sconfiggere Opsquria e salvare il mondo. Ral è uno dei 5 umani che possiede la fusione speciale, chiamata da lui Friend.
- Grad (グラド?, Gurado): Grad (il Blue Dragon) è l'ombra di Ral si è rivelato per la prima volta quando Ral era bambino, motivo per cui sono stati rinchiusi in una gabbia. Obata dice che per disegnare questo drago si sia ispirato a un'armatura.
- Mio (ミォ?, Mio): Mio è la maestra (Sensei) di Ral, ha una conoscenza molto vasta sulle ombre, è molto intelligente ed è molto affezionata a Ral. In alcuni momenti ha atteggiamenti materni nei suoi confronti, naturalmente non è lei la vera madre di Ral, perché è poco più grande di lui (come si capisce in una scena del manga, infatti Mio ha iniziato ad essere l'insegnante di Ral quando era ancora una bambina) anche se sembra ci siano più anni di differenza. È innamorata di Ral anche se non lo dà a vedere. Otterrà anche lei un'ombra (Mantide). Nel finale alternativo, andrà insieme a Ral nel mondo delle ombre per rimanere insieme a lui.
- Aia (アイア?, Aia): Ragazza di 13 anni, anche lei rinchiusa in una gabbia come Ral. Viene liberata da quest'ultimo prima della partenza. Non si conosce molto di lei a parte che possiede un'ombra (Quru Quru) con abilità molto utili per lo spionaggio.
- Quru Quru (クルクル?, Kuru Kuru): Quru Quru è l'ombra di Aia, non è particolarmente forte ma utilissima per la strategia. Infatti riesce ad allungare molto la sua ombra, potendo spiare il nemico e avvantaggiare i compagni per i preparativi e per la battaglia.
- Kafka (カフカ?, Kafuka): Kafka viene chiamato il legatore dei fiori appunto perché ha un'ombra, Riz, che è una pianta, dopo aver assorbito un buffer Kafka acquista il potere dell'acqua. Non è nota la sua età, dal modo di vestire ma soprattutto di comportarsi sembra un cavaliere e gentiluomo, cioè l'opposto di Ral. Insieme alla sua ombra Riz si dimostra un ottimo “guerriero”.
- Riz (リズ?, Rizu): Riz è l'ombra di Kafka. Quest'ombra possiede una difesa molto potente e può utilizzare i suoi rami anche per strangolare i nemici. Dopo aver assorbito il buffer acqua la sua forza aumenta notevolmente riuscendo persino a far diventare dei rami affilatissimi e utilizzarli come spade.
- Nui: Nui è un cane, addestrato da Kafka. Neanche il suo padrone sa con certezza se possiede o no un'ombra, al momento se la possiede non l'ha ancora utilizzata (Volume 2). Kafka lo ha addestrato ad abbaiare e in seguito a scodinzolare se rileva la presenza di ombre;
- Sunsu: Sunsu è un ragazzo che si unisce al gruppo nel volume 2. Inizialmente non viene accettato perché non possiede un'ombra, però prima che Ral e compagni partano riesce a trovarne una e a unirsi a loro. La sua ombra è Gensui. Il suo obbiettivo è liberare la sorella dalle ombre che la hanno catturata. Inoltre vuole vendicarsi di Gannette perché non ha voluto risolvere il problema delle sparizioni dicendo che è più importante sconfiggere Lady Bira (Opsquira).
- Gensui: Gensui è l'ombra di Sunsu, inizialmente è piccolo. Ral dirà a Sunsu di far mangiare a Gensui dei cadaveri di alcune ombre: dopo averle mangiate ne assorbe la forza e diventa più grande. Grazie a Gensui Sunsu può respirare sott'acqua.
- Gannette: Gannette è un abile spadaccino che come Ral possiede la fusione speciale, con White Tiger, che gli consente di correre veloce come un fulmine e di avere l'aggressività di una tigre. La sua missione principale è uccidere Opsquira.
- Gaira: Gaira è l'ombra di Gannette, nonché White Tiger. Gaira ha scelto Gannette perché lo ritiene un forte ed esperto spadaccino. Aiuta quest'ultimo nella sua missione di sconfiggere Opsquira per poter tornare nel Noir.
- Senol: Senol è una delle due ragazze che accompagnano Ganette nelle sue avventure. Ha un carattere energico e finisce sempre per criticare Gannette a causa del suo atteggiamento infantile. La sua ombra, Michou, e un gatto nero con la capacità di accecare gli avversari con le tenebre, e di legare gli umani con le ombre.
- Lela: Lela è una delle due ragazze che accompagnano Ganette nelle sue avventure. A differenza di Senol ha un carattere solitario e parla di rado. La sua ombra, Bratz, e un enorme pipistrello che ha l'abilità di succhiare il sangue delle sue vittime e di volare per lunghe distanze, perciò viene usato da Ganette come mezzo di trasporto.

### Antagonisti
- Opsquria (オプスキュリア?, Opusukyuria): Opsquira, conosciuta anche come "Lady Bira" (ビラ様?, Bira-sama), è la regina delle ombre che infesta fanciulle con il suo spirito e quando ne trova una più bella cambia corpo. Può uccidere un'ombra solo con lo sguardo. È una delle ombre di tipo "Fusione speciale" (ovvero Clear Human).
- Yaya: Yaya è l'ospite di Red Phoenix ed è quindi immortale. Rapita dalle ombre quando era piccola, venne scelta da Opsquira come ospite per Red Phoenix fino a quando non avrà raggiunto la maggiore età, a quel punto diverrà la nuova ospite di Opsquira.
- Red Phoenix: Red Phoenix è un'ombra fredda e spietata con il dono dell'immortalità. Dopo essere sconfitta da Opsquira, è stata rinchiusa in una sfera fino a quando non è stata scelta da Opsquira stessa come ospite per Yaya. Indecisa con chi schierarsi tra umani e ombre, Red Phoenix ha deciso di schierarsi con Opsquira poiché la ritiene la più potente.
- Black Rhinoceros: Black Rhinoceros è uno dei più potenti al servizio di Opsquira, nonché sua guardia del corpo. Attraverso il suo corno, detto anche "corno delle tenebre", Black Rhinoceros può risucchiare col solo tocco gli esseri viventi attraverso la pelle, ma è incapace di assorbire le fiamme blu di Grad alle quali è estremamente vulnerabile.
- Byon: Byon è uno dei cinque cavalieri al servizio di Opsquiria a cui viene affidato il compito di preparare una trappola per eliminare Ral e i suoi amici. La sua vera forma come ombra è quella di un enorme ragno con le ali di una farfalla.
- Ulus e Golza: così come Byon, Ulus e Golza sono due ombre insettoidi che fanno parte dei cinque cavalieri al servizio di Opsquiria. Il loro compito è quello di proteggere il castello di Opsquiria dagli assalti degli intrusi.

### Altri personaggi
- Lord Roy (ロイ?, Roi): Lord Roy è il padre di Ral, cioè colui che lo ha rinchiuso e tenuto “prigioniero” per 15 anni. È stato ferito gravemente da Ral e Grad appena liberati dalla gabbia, la motivazione è perché è sua la responsabilità della loro prigionia e sofferenza. In un flashback di Mio si vede che è stato proprio Lord Roy ad affidare l'istruzione di Ral a Mio.
- Malero (マレロ?, Marero): Malero è il primo possessore di ombre “buono” che Ral incontra. Anche lui è stato rinchiuso dentro una gabbia. Ral dopo essersi accertato della sua forza gli chiede se può rimanere in difesa del suo castello insieme alla sua ombra Golbago. Malero accetta volentieri la missione affidatagli da Ral.
- Golbago (ゴルバゴ?, Gorubago): Golbago è l'ombra di Malero, dimostra una forza fisica e un'imponenza pazzesca. Golbago vuole anche lui Lady Bira morta per poter tornare nel Noir (regno delle ombre);
- Lucille (ルシル?, Rushiru): Lucille è l'unica superstite di un gruppo di possessori di ombre che Ral salva non appena arrivato nel continente di Kasabia. La sua ombra, Cobra, è dotata di un veleno potentissimo che è capace di uccidere un normale essere umano in pochi secondi. Nonostante il suo carattere tranquillo e sottomissivo Lucille nasconde un segreto.

## Ombre
Le ombre sono delle creature nate nel mondo senza luce: il Noir. Queste hanno una dimensione in meno rispetto al nostro corpo e quindi non possono averne uno proprio. Dopo molti anni, però, sono riuscite a entrare nel mondo della luce tramite le ombre proiettate da esseri umani viventi in luoghi prossimi alle tenebre. In questo modo hanno preso forma che può essere:
- First (tipo parassita): Se ottengono il permesso dell'ospite possono prendere forma attraverso l'ombra che esso proietta.
- Second (tipo erosivo): Divorano l'ospite dall'interno impossessandosi completamente del corpo e dell'anima di quest'ultimo, e possono assumere forma umana o forma da ombra a piacimento.
- Third (tipo accrescimento): È un second che ha accresciuto la sua potenza divorando altri esseri viventi e altri second. È in grado di assumere la forma di ogni creatura che ha divorato.
- Fusione speciale (Friend): Esistono solamente cinque ombre in grado di effettuare la fusione speciale: Blue Dragon, White Tiger, Red Phoenix, Black Rhinoceros e Clear Human. Di base è un first ma l'ospite riceve il sangue dell'ombra e ne riceve i rispettivi poteri

Fino a quando rimangono nel noir sono immortali mentre nel mondo della luce possono essere uccise e quindi morire (ad esclusione di Red Phoenix).

## Curiosità
- Al primo numero del manga la Planet Manga allegò una pagina con quattro adesivi di Blue Dragon Ral Ω Grad come fece per il volume di testa di Eyeshield 21, essendo stati pubblicati entrambi nella collana Planet Manga Presenta contemporaneamente nello stesso anno. Inoltre il quarto ed ultimo volume presenta, alla fine, degli schizzi preparatori ed un finale alternativo.